# 朝鮮王朝五百年
《朝鮮王朝500年》（：／），1983年-1990年大韩民国MBC製播的時代劇，一共11部。以朝鮮王朝为題材，李丙勳出任导演。

## 剧集列表
| 部次 | 年份                           | 劇名           | 演員 | 集数 |
| 1    | 1983年3月31日 - 1983年7月1日   | 《楸洞宮大人》 | 出演：李正吉（太宗李芳遠）、金茂生（太祖李成桂）、金英兰（元敬王后）、金海淑（定安王后）、李豪宰（鄭道傳）、金吉浩（崔瑩）、李大路（李穡）、玄錫（趙浚）、申忠植（河崙）                   | 27   |
| 2    | 1983年7月8日 - 1983年12月12日  | 《樹大根深》   | 出演：韩仁守（世宗李祹）、金姈愛（昭憲王后）、宋基允（讓寧大君李褆）、吉用祐（蔣英實） | 22   |
| 3    | 1984年1月9日 - 1985年2月26日   | 《雪中梅》     | 出演：高斗心（仁粹大妃）、鄭惠先（貞熹王后）、崔明吉（慈順大妃）、李美淑（張綠水）、嚴侑信（昇平府大夫人）、南聖祐（世祖李瑈）、黃治勳（端宗李弘暐）、吉用祐（成宗李娎）、申忠植（任士洪） | 106  |
| 4    | 1985年3月11日 - 1985年10月8日  | 《風蘭》       | 出演：金惠子（文定王后）、金英兰（鄭蘭貞）、柳仁村（趙光祖）、崔尚勳（中宗李懌）、韩仁守（尹元衡）、趙卿煥（朴元宗）、朴元淑（敬嬪朴氏）                                                   | 58   |
| 5    | 1985年10月14日 - 1986年4月15日 | 《壬辰倭乱》   | 出演：金茂生（李舜臣）、玄錫（宣祖李昖）、鄭性模（臨海君）、嚴侑信（仁嬪）、李惠淑（淀殿）、申忠植（元均）                                                                                 | 54   |
| 6    | 1986年4月28日 - 1986年10月28日 | 《回天門》     | 出演：李熙道（光海君李琿）、元美京（金尚宮）、李正吉（李爾瞻）、洪性民（金悌男）、柳仁村（仁祖李倧）                                                                                       | 50   |
| 7    | 1986年11月3日 - 1987年1月27日  | 《南漢山城》   | 出演：柳仁村（仁祖李倧）、金度連（仁烈王后）、朴鍾官（金自點）、崔尚勳（林慶業） | 22   |
| 8    | 1988年1月13日 - 1988年10月13日 | 《仁顯王后》   | 出演：朴順爱（仁顯王后）、钱忍和（張禧嬪）、康石雨（肅宗李焞）、李德華（張希载）、金海淑（明聖王后）、鄭惠先（莊烈王后）、甄美里（淑嬪崔氏）、韩仁守（南九萬）、崔尚勳（金春澤）           | 71   |
| 9    | 1988年10月19日 - 1989年6月1日  | 《恨中錄》     | 出演：崔明吉（惠慶宮洪氏）、崔秀宗（思悼世子）、金愛敬（貞聖王后） | 62   |
| 10   | 1989年6月7日 - 1989年9月13日   | 《破門》       | 出演：吉用祐（丁若鏞）、蔡時那、崔真實、金容建（正祖李祘）、李辉香(孝懿王后） | 28   |
| 11   | 1990年5月6日 - 1990年12月23日  | 《大院君》     | 出演：崔秀宗（哲宗李昪）、林东真（興宣大院君）、金喜愛（明成皇后）、申忠植（三浦梧樓）、高斗心（神貞王后）                                                                                 | 32   |